# Tanjong Kleng
Tanjong Kleng is een bestuurslaag in het regentschap Aceh Utara van de provincie Atjeh, Indonesië. Tanjong Kleng telt 366 inwoners (volkstelling 2010).